# Krosnowice Kłodzkie
Krosnowice Kłodzkie jsou železniční zastávka v Krosnowicích, ve gmině Kladsko, v Dolnoslezském vojvodství, v Polsku.
Stanicí procházejí dvě tratě, jež se zde rozdělují: trať 276 Vratislav–Lichkov a trať 322 Kłodzko Nowe – Stronie Śląskie.
V roce 2017 zastávku využívalo obsluhovala 100–149 cestujících denně.

## Koleje ve stanici
V důsledku katastrofálního stavu kolejí jsou dnes průjezdné z bývalých pěti pouze dvě, jedna na trati 276, a jedna na 322.

## Staniční budova
Nádražní budova je situována na rozdvojení obou tratí, zaměstnanci roky získávali ceny za nejudržovanější nádraží.
K dnešnímu dni[kdy?] je staniční budova v dezolátním stavu, porostlá zelení, s prolomenou střechou, a se zazděnými okny.

## Historie
První vlak směr Stronie projel stanicí 14. listopadu 1897. Směrem na Mezilesí ve stejném roce, avšak hlavní trať zde stála již od roku 1875. V Krosnowicích totiž vlak stavěl ještě pár kilometrů směrem na jih, ve stanici Krosnowice Górne. Stanice Krosnowice Kłodzkie tak byla postavena zcela jako odbočka na nově otevřenou trať 322. Vlaky na hlavní trati zde ale začaly stavět také.
Ve stanici byl postaven malý sklad, nakládací rampa, plus pár nákladních kolejí při nástupišti směrem na Stronie.
V 90. letech 20. století ztratily Krosnowice Kłodzkie status stanice ve prospěch nové odbočky Kłodzko Nowe.
Při elektrizaci hlavní trati roku 1994 byla zrušena jedna ze dvou hlavních kolejí, ve směru na Stronie byla také jedna kolej vytrhána.
15. března 2004 byly nahrazeny veškeré osobní vlaky trati 322 autobusovou dopravou.